# Lista de vereadores de Anápolis
Esta é a lista de vereadores de Anápolis, município brasileiro do estado de Goiás.
O poder legislativo é constituído pela câmara municipal, que está atualmente composta por 23 vereadores eleitos para mandatos de quatro anos. O prédio da Câmara chama-se Palácio de Sant'Ana.

## 19ª Legislatura (2021–2024)
Estes são os vereadores eleitos nas eleições de 15 de novembro de 2020, pelo período de 1° de janeiro de 2021 a 31 de dezembro de 2024:
| Mesa Diretora (2021-2022)               |                       |                        |                           |
| Nome                                    | Início do mandato     | Fim do mandato         | Cargo                     |
| Leandro Ribeiro da Silva (PP)           | 1º de janeiro de 2021 | 31 de dezembro de 2022 | Presidente da Câmara      |
| Domingos Paula de Souza (PV)            | 1º de janeiro de 2021 | 31 de dezembro de 2022 | Vice-presidente da Câmara |
| Andréia Rezende de Faria (SDD)          | 1º de janeiro de 2021 | 31 de dezembro de 2022 | 1ª Secretária             |
| Cleide Martins Hilário de Barros (Rep.) | 1º de janeiro de 2021 | 31 de dezembro de 2022 | 2ª Secretária             |
| João César Antônio Pereira (DEM)        | 1º de janeiro de 2021 | 31 de dezembro de 2022 | 3º Secretário             |
| José Fernandes B. V. Cavalcante (PSB)   | 1º de janeiro de 2021 | 31 de dezembro de 2022 | 4º Secretário             |

|    | Nome                                                                               | Partido                                | Votos | %    | Observações                                                      |
| -- | ---------------------------------------------------------------------------------- | -------------------------------------- | ----- | ---- | ---------------------------------------------------------------- |
| 1  | Leandro Ribeiro da Silva (2021-2022) (Anápolis, 10.07.1978–)                       | Progressistas (PP)                     | 3.266 | 1,82 | 2º mandato                                                       |
| 2  | Andréia Rezende de Faria (Anápolis, 26.12.1987–)                                   | Solidariedade (SDD)                    | 2.841 | 1,58 | 1º mandato                                                       |
| 3  | Thais Gomes de Souza, Thais da Aspaan (Anápolis, 16.09.1982–)                      | Progressistas (PP)                     | 2.493 | 1,39 | 2º mandato                                                       |
| 4  | Luzimar Silva (Campo Belo, 24.05.1979–)                                            | Partido da Mobilização Nacional (PMN)  | 2.451 | 1,36 | 2º mandato                                                       |
| 5  | Divino Cavalheiro Leite, Divininho do Sindicato (Anápolis, 19.01.1977–10.03.2021)  | Solidariedade (SDD)                    | 2.270 | 1,26 | 1º mandato Falecido durante o mandato                            |
| 6  | Jean Carlos Ribeiro (Anápolis, 13.10.1974–)                                        | Democratas (DEM)                       | 1.904 | 1,26 | 3º mandato                                                       |
| 7  | Alex de Araújo Martins (São Paulo, 09.03.1978–)                                    | Progressistas (PP)                     | 1.753 | 0,98 | 1º mandato Está licenciado como Secretário Municipal de Educação |
| 8  | Seliane Maria dos Santos, da Sos (Uruaçu, 02.06.1978–)                             | Movimento Democrático Brasileiro (MDB) | 1.714 | 0,95 | 1º mandato                                                       |
| 9  | Domingos Paula de Souza, Dominguinhos do Cedro (Anápolis, 03.06.1974–)             | Partido Verde (PV)                     | 1.652 | 0,92 | 3º mandato                                                       |
| 10 | João César Antônio Pereira, João da Luz (Anápolis, 12.10.1970–)                    | Democratas (DEM)                       | 1.635 | 0,91 | 3º mandato                                                       |
| 11 | Drª. Trícia Barreto de Moraes do Carmo (Bom Jesus do Itabapoana, 26.10.1971–)      | Movimento Democrático Brasileiro (MDB) | 1.561 | 0,87 | 1º mandato                                                       |
| 12 | Hélio Araújo Pereira (Anápolis, 04.06.1973–)                                       | Partido Liberal (PL)                   | 1.504 | 0,84 | 1º mandato                                                       |
| 13 | Jakson Charles Oliveira Diniz Serbeto (Angical, 04.04.1962–)                       | Partido Socialista Brasileiro (PSB)    | 1.481 | 0,82 | 3º mandato                                                       |
| 14 | Marcos Antônio de Carvalho Rosa, Professor Marcos Carvalho (Anápolis, 16.06.1988–) | Partido dos Trabalhadores (PT)         | 1.473 | 0,82 | 1º mandato                                                       |
| 15 | Cleide Martins Hilário de Barros (Goiatuba, 17.07.1973–)                           | Republicanos                           | 1.456 | 0,81 | 1º mandato                                                       |
| —  | João Batista Feitosa (Anápolis, 18.04.1963–)                                       | Progressistas (PP)                     | 1.455 | 0,81 | 1º mandato Posse em 11.09.2021 na vaga de Alex Martins           |
| —  | Frederico Antônio Bastos Godoy (Anápolis, 06.11.1983–)                             | Solidariedade (SDD)                    | 1.444 | 0,80 | 1º mandato Posse em 17.03.2021 na vaga de Divino do Sindicato    |
| 16 | Dr. José Fernandes Boa Ventura Cavalcante (Anápolis, 25.07.1980–)                  | Partido Socialista Brasileiro (PSB)    | 1.422 | 0,79 | 1º mandato                                                       |
| 17 | Wederson Cristiano da Silva Lopes (Anápolis, 19.02.1975–)                          | Partido Social Cristão (PSC)           | 1.363 | 0,76 | 2º mandato                                                       |
| 18 | Reamilton Gonçalves Espindola de Athayde (Minaçu, 23.02.1979–)                     | Republicanos                           | 1.363 | 0,76 | 1º mandato                                                       |
| 19 | Edimilson Ferre de Oliveira, Mercado Serve Bem (Anápolis, 20.10.1971–)             | Partido Verde (PV)                     | 1.316 | 0,73 | 1º mandato                                                       |
| 20 | Delcimar Fortunato Felix (Ceres, 06.11.1974–)                                      | Avante                                 | 1.251 | 0,70 | 1º mandato                                                       |
| 21 | Suender Teodoro da Silva, Policial Federal Suender (Catalão, 20.04.1974–)          | Partido Social Liberal (PSL)           | 1.189 | 0,66 | 1º mandato                                                       |
| 22 | Lisieux José Borges (Anápolis, 01.12.1960–)                                        | Partido dos Trabalhadores (PT)         | 1.157 | 0,64 | 3º mandato                                                       |
| 23 | Frederico Moreira Caixeta, Cabo Fred Caixeta (Anápolis, 07.08.1982–)               | Avante                                 | 1.149 | 0,64 | 1º mandato                                                       |

## 18ª Legislatura (2017–2020)
Estes são os vereadores eleitos nas eleições de 2 de outubro de 2016, pelo período de 1° de janeiro de 2017 a 31 de dezembro de 2020:
| Mesa Diretora (2017-2018)[2]         |                       |                        |                           |
| Nome                                 | Início do mandato     | Fim do mandato         | Cargo                     |
| Amilton Batista de Faria Filho (SDD) | 1º de janeiro de 2017 | 31 de dezembro de 2018 | Presidente da Câmara      |
| Thaís Gomes de Souza (PSL)           | 1º de janeiro de 2017 | 31 de dezembro de 2018 | Vice-presidente da Câmara |
| Leandro Ribeiro da Silva (PTB)       | 1º de janeiro de 2017 | 31 de dezembro de 2018 | 1º Secretário             |
| Maria Geli Sanches (PT)              | 1º de janeiro de 2017 | 31 de dezembro de 2018 | 2ª Secretária             |
| Elias Rodrigues Ferreira (PSDB)      | 1º de janeiro de 2017 | 31 de dezembro de 2018 | 3º Secretário             |
| José Fernando de Paiva (PTN)         | 1º de janeiro de 2017 | 31 de dezembro de 2018 | 4º Secretário             |

|    | Nome'                                                                    | Partido                                            | Votos  | %    | Observações                                                                                                   |
| -- | ------------------------------------------------------------------------ | -------------------------------------------------- | ------ | ---- | --- |
| 1  | Antonio Roberto Otoni Gomide (Goianésia, 11.01.1960–)                    | Partido dos Trabalhadores (PT)                     | 11.647 | 6,09 | 4º mandato Renunciou. Assume cargo de Deputado Estadual                                                       |
| 2  | Vilma Rodrigues Corrêa (Interlândia, 31.03.1960–)                        | Partido Social Cristão (PSC)                       | 3.577  | 1,87 | 1º mandato |
| 3  | Amilton Batista de Faria Filho (2017-2018) (Anápolis, 27.07.1985–)       | Solidariedade (SDD)                                | 3.119  | 1,63 | 2º mandato Renunciou. Assume cargo de Deputado Estadual                                                       |
| 4  | José Fernando de Paiva (Orizona, 18.02.1964–)                            | Partido Trabalhista Nacional (PTN)                 | 2.281  | 1,19 | 1º mandato |
| 5  | Leandro Ribeiro da Silva (2019-2020) (Anápolis, 10.07.1978–)             | Partido Trabalhista Brasileiro (PTB)               | 2.010  | 1,05 | 1º mandato Ficou licenciado como Secretário Estadual de Desenvolvimento Econômico retornando no final de 2018 |
| 6  | Thais Gomes de Souza, Presidente da Aspaan (Anápolis, 16.09.1982–)       | Partido Social Liberal (PSL)                       | 1.907  | 1,00 | 1º mandato |
| 7  | Jean Carlos Ribeiro (Anápolis, 13.10.1974–)                              | Partido Trabalhista Brasileiro (PTB)               | 1.870  | 0,98 | 2º mandato |
| 8  | Valdete Fernandes Moreira (Niquelândia, 12.09.1959–)                     | Partido Democrático Trabalhista (PDT)              | 1.799  | 0,94 | 1º mandato |
| 9  | Pastor Elias Rodrigues Ferreira (Lagoa Formosa, 01.09.1965–)             | Partido da Social Democracia Brasileira (PSDB)     | 1.783  | 0,93 | 1º mandato |
| 10 | Luiz Santos Lacerda (Vitória da Conquista, 11.03.1959–)                  | Partido dos Trabalhadores (PT)                     | 1.748  | 0,91 | 5º mandato |
| —  | João Batista Feitosa (Anápolis, 18.04.1963–)                             | Partido Trabalhista Brasileiro (PTB)               | 1.714  | 0,90 | 2º mandato Posse em 01.01.2019 na vaga de Amilton Filho                                                       |
| 11 | João César Antonio Pereira, João da Luz (Anápolis, 12.10.1970–)          | Partido Humanista da Solidariedade (PHS)           | 1.658  | 0,87 | 2º mandato |
| 12 | Domingos Paula de Souza, Dominguinhos do Cedro (Anápolis, 03.06.1974–)   | Partido Verde (PV)                                 | 1.646  | 0,86 | 2º mandato |
| 13 | Lisieux José Borges (Anápolis, 01.12.1960–)                              | Partido dos Trabalhadores (PT)                     | 1.640  | 0,86 | 2º mandato |
| 14 | Lélio Alves de Alvarenga (Goianésia, 16.02.1961–)                        | Partido Social Cristão (PSC)                       | 1.598  | 0,84 | 1º mandato |
| 15 | Deusmar Chaveiro de Oliveira, Japão do Municipal (Anápolis, 13.10.1972–) | Partido Social Liberal (PSL)                       | 1.588  | 0,83 | 1º mandato |
| 16 | Mauro José Severiano, Maurão do INPS (Carmo do Rio Verde, 15.01.1951–)   | Partido da Social Democracia Brasileira (PSDB)     | 1.561  | 0,82 | 6º mandato |
| 17 | Américo Ferreira dos Santos (Patrocínio, 10.07.1955–)                    | Partido da Social Democracia Brasileira (PSDB)     | 1.545  | 0,81 | 1º mandato |
| 18 | Jakson Charles Oliveira Diniz Serbeto (Angical, 04.04.1962–)             | Partido Socialista Brasileiro (PSB)                | 1.541  | 0,81 | 2º mandato |
| 19 | Pedro Antonio Mariano de Oliveira (São Francisco de Goiás, 27.12.1965–)  | Partido Republicano Progressista (PRP)             | 1.538  | 0,80 | 4º mandato |
| 20 | Raimundo Teles de Oliveira Santos Júnior (Bragança, 25.12.1984–)         | Partido da Mobilização Nacional (PMN)              | 1.394  | 0,73 | 1º mandato |
| 21 | Maria Geli Sanches, Professora Geli (Silvânia, 13.03.1961–)              | Partido dos Trabalhadores (PT)                     | 1.326  | 0,69 | 2º mandato |
| 22 | Luzimar Silva (Campo Belo, 24.05.1979–)                                  | Partido da Mobilização Nacional (PMN)              | 1.265  | 0,66 | 1º mandato |
| 23 | Elinner Rosa de Almeida Silva (Anápolis, 13.06.1986–)                    | Partido do Movimento Democrático Brasileiro (PMDB) | 1.045  | 0,55 | 1º mandato |
| —  | Pastor Wilmar José Silvestre (Jaraguá, 07.05.1956–)                      | Partido Social Cristão (PSC)                       | 983    | 0,51 | 2º mandato Tomou posse na vaga de Wederson Lopes                                                              |
| —  | Alfredo Paes Landim Filho (Cristalina, 24.07.1954–)                      | Partido dos Trabalhadores (PT)                     | 951    | 0,50 | 2º mandato Posse em 01.01.2019 na vaga de Antônio Gomide                                                      |

## 17ª Legislatura (2013–2016)
Estes são os vereadores eleitos nas eleições de 7 de outubro de 2012, pelo período de 1° de janeiro de 2013 a 31 de dezembro de 2016:
|    | Nome                                                                          | Partido                                            | Votos | %    | Observações                                             |
| -- | ----------------------------------------------------------------------------- | -------------------------------------------------- | ----- | ---- | ------------------------------------------------------- |
| 1  | Pedro Antonio Mariano de Oliveira (São Francisco de Goiás, 27.12.1965–)       | Partido Progressista (PP)                          | 3.316 | 1,79 | 3º mandato                                              |
| 2  | Amilton Batista de Faria Filho (Anápolis, 27.07.1985–)                        | Partido Social Cristão (PSC)                       | 2.965 | 1,60 | 1º mandato Renunciou. Assume cargo de Deputado Estadual |
| 3  | Eli Rosa da Silva (Rialma, 29.06.1957–)                                       | Partido do Movimento Democrático Brasileiro (PMDB) | 2.745 | 1,48 | 3º mandato                                              |
| 4  | Frei Valdair de Jesus Costa (Urutaí, 22.04.1965–)                             | Partido Trabalhista Brasileiro (PTB)               | 2.717 | 1,47 | 1º mandato                                              |
| 5  | Jean Carlos Ribeiro (Anápolis, 13.10.1974–)                                   | Partido Trabalhista Brasileiro (PTB)               | 2.535 | 1,37 | 1º mandato                                              |
| 6  | Pedro Carneiro da Ponte, Pedrinho do Porto Rico (Sobral, 23.01.1958–)         | Partido Trabalhista Brasileiro (PTB)               | 2.228 | 1,20 | 1º mandato                                              |
| 7  | Carlos Alberto Rodrigues, Sargento Alberto (Anápolis, 18.05.1964–)            | Partido Trabalhista Nacional (PTN)                 | 2.155 | 1,16 | 1º mandato                                              |
| 8  | Luiz Santos Lacerda (2013-2014) (Vitória da Conquista, 11.03.1959–)           | Partido dos Trabalhadores (PT)                     | 2.096 | 1,13 | 4º mandato                                              |
| 9  | Fernando de Almeida Cunha (Anápolis, 06.10.1981–)                             | Partido da Social Democracia Brasileira (PSDB)     | 1.912 | 1,03 | 2º mandato                                              |
| 10 | Dra. Dinamélia Ribeiro de Oliveira Rabelo (Anápolis, 09.07.1954–)             | Partido dos Trabalhadores (PT)                     | 1.894 | 1,02 | 3º mandato                                              |
| 11 | Wederson Cristiano da Silva Lopes (Anápolis, 19.02.1975–)                     | Partido Social Cristão (PSC)                       | 1.875 | 1,01 | 1º mandato                                              |
| 12 | Jesus Fernandes Abrenhosa, Jerry Cabeleireiro (Corumbá de Goiás, 10.07.1964–) | Partido Social Cristão (PSC)                       | 1.763 | 0,95 | 1º mandato                                              |
| 13 | Paulo Roberto de Castro Lima (Goiandira, 18.10.1957–)                         | Partido Democrático Trabalhista (PDT)              | 1.724 | 0,93 | 1º mandato                                              |
| 14 | Vespasiano dos Reis Gomes (Cristais, 24.08.1962–)                             | Partido Social Cristão (PSC)                       | 1.717 | 0,93 | 1º mandato                                              |
| 15 | Mirian Garcia Sampaio Pimenta (Anápolis, 31.05.1962–)                         | Partido da Social Democracia Brasileira (PSDB)     | 1.680 | 0,91 | 5º mandato                                              |
| 16 | Jakson Charles Oliveira Diniz Serbeto (Angical, 04.04.1962–)                  | Partido Socialista Brasileiro (PSB)                | 1.656 | 0,89 | 1º mandato                                              |
| 17 | Eber Batista Mamede (Vianópolis, 02.10.1942–)                                 | Partido dos Trabalhadores (PT)                     | 1.599 | 0,86 | 4º mandato                                              |
| 18 | Mauro José Severiano, Maurão do INPS (Carmo do Rio Verde, 15.01.1951–)        | Partido Democrático Trabalhista (PDT)              | 1.589 | 0,86 | 5º mandato                                              |
| —  | Miguel Elias Hanna, Marrula (Anápolis, 22.08.1967–)                           | Democratas (DEM)                                   | 1.576 | 0,85 | 2º mandato                                              |
| 19 | Pastor Wilmar José Silvestre (Jaraguá, 07.05.1956–)                           | Partido dos Trabalhadores (PT)                     | 1.430 | 0,77 | 1º mandato                                              |
| 20 | Gleimo Martins dos Anjos, (S. dos Anjos) (Anápolis, 26.03.1976–)              | Partido Trabalhista Nacional (PTN)                 | 1.357 | 0,73 | 1º mandato                                              |
| 21 | Lisieux José Borges (2015-2016) (Anápolis, 01.12.1960–)                       | Partido dos Trabalhadores (PT)                     | 1.323 | 0,71 | 1º mandato                                              |
| 22 | João Pereira de Souza, Sgt. Pereira Junior da Base (Porangatu, 27.05.1977–)   | Partido Social Liberal (PSL)                       | 1.267 | 0,68 | 1º mandato                                              |
| 23 | Maria Geli Sanches, Professora Geli (Silvânia, 13.03.1961–)                   | Partido dos Trabalhadores (PT)                     | 1.160 | 0,63 | 1º mandato                                              |
| —  | Alfredo Paes Landim Filho (Cristalina, 24.07.1954–)                           | Partido dos Trabalhadores (PT)                     | 1.159 | 0,63 | 1º mandato                                              |

## 16ª Legislatura (2009–2012)
Estes são os vereadores eleitos nas eleições de 5 de outubro de 2008, pelo período de 1° de janeiro de 2009 a 31 de dezembro de 2012:
|    | Nome                                                                           | Partido                                            | Votos | %    | Observações |
| -- | ------------------------------------------------------------------------------ | -------------------------------------------------- | ----- | ---- | ----------- |
| 1  | Carlos Antonio de Sousa Costa, Radialista (Santa Inês, 14.01.1965–)            | Partido Social Cristão (PSC)                       | 2.651 | 1,58 | 1º mandato  |
| 2  | Fernando de Almeida Cunha (2011-2012) (Anápolis, 06.10.1981–)                  | Partido da Social Democracia Brasileira (PSDB)     | 2.462 | 1,46 | 1º mandato  |
| 3  | Mirian Garcia Sampaio Pimenta (Anápolis, 31.05.1962–)                          | Partido da Social Democracia Brasileira (PSDB)     | 2.437 | 1,45 | 4º mandato  |
| 4  | João Batista Feitosa, CELG (Anápolis, 18.04.1963–)                             | Partido Progressista (PP)                          | 2.401 | 1,43 | 1º mandato  |
| 5  | Wesley Clayton da Silva (Anápolis, 16.01.1975–)                                | Partido do Movimento Democrático Brasileiro (PMDB) | 2.215 | 1,32 | 1º mandato  |
| 6  | Mauro José Severiano, Maurão do INPS (Carmo do Rio Verde, 15.01.1951–)         | Partido Democrático Trabalhista (PDT)              | 2.118 | 1,26 | 4º mandato  |
| 7  | Márcio Jacob Borges, Marcinho (Anápolis, 18.04.1975–)                          | Partido Trabalhista Brasileiro (PTB)               | 2.063 | 1,23 | 2º mandato  |
| 8  | Pedro Antonio Mariano de Oliveira (São Francisco de Goiás, 27.12.1965–)        | Partido Progressista (PP)                          | 1.946 | 1,16 | 2º mandato  |
| 9  | Amilton Batista de Faria (Anápolis, 11.06.1959–)                               | Partido Trabalhista Brasileiro (PTB)               | 1.916 | 1,14 | 5º mandato  |
| 10 | Domingos Paula de Souza, Dominguinhos Super Mer. Cedro (Anápolis, 03.06.1974–) | Partido Trabalhista Brasileiro (PTB)               | 1.852 | 1,10 | 1º mandato  |
| 11 | Valmir Jacinto da Silva, Cabo Jacinto (Anápolis, 12.04.1964–)                  | Partido da República (PR)                          | 1.844 | 1,10 | 2º mandato  |
| 12 | Dra. Dinamélia Ribeiro de Oliveira Rabelo (Anápolis, 09.07.1954–)              | Partido dos Trabalhadores (PT)                     | 1.776 | 1,06 | 2º mandato  |
| 13 | Sírio Miguel Rosa da Silva, Sirinho (2009-2010) (Anápolis, 29.09.1972–)        | Partido Socialista Brasileiro (PSB)                | 1.764 | 1,05 | 2º mandato  |
| —  | Luiz Garcia da Silva (Anápolis, 09.01.1961–)                                   | Partido Trabalhista Brasileiro (PTB)               | 1.746 | 1,04 | 2º mandato  |
| —  | Luiz Santos Lacerda (Vitória da Conquista, 11.03.1959–)                        | Partido dos Trabalhadores (PT)                     | 1.615 | 0,96 | 3º mandato  |
| 14 | Dra. Gina Tronconi Campos Batista (Uberlândia, 06.02.1958–)                    | Partido Popular Socialista (PPS)                   | 1.444 | 0,86 | 1º mandato  |
| 15 | Assef Jorge Naben (Anápolis, 29.03.1960–)                                      | Partido do Movimento Democrático Brasileiro (PMDB) | 1.399 | 0,83 | 2º mandato  |
| —  | Eli Rosa da Silva (Rialma, 29.06.1957–)                                        | Partido do Movimento Democrático Brasileiro (PMDB) | 1.360 | 0,81 | 2º mandato  |

## 15ª Legislatura (2005–2008)
Estes são os vereadores eleitos nas eleições de 3 de outubro de 2004, pelo período de 1° de janeiro de 2005 a 31 de dezembro de 2008:
|    | Nome                                                                   | Partido                                            | Votos | %    | Observações |
| -- | ---------------------------------------------------------------------- | -------------------------------------------------- | ----- | ---- | ----------- |
| 1  | Antonio Roberto Otoni Gomide (Goianésia, 11.01.1960–)                  | Partido dos Trabalhadores (PT)                     | 2.451 | 1,53 | 3º mandato  |
| 2  | Mirian Garcia Sampaio Pimenta (Anápolis, 31.05.1962–)                  | Partido da Social Democracia Brasileira (PSDB)     | 2.318 | 1,44 | 3º mandato  |
| 3  | Joseli Joaquim Ribeiro, Quinzinho (Anápolis, 15.03.1949–)              | Partido da Social Democracia Brasileira (PSDB)     | 2.151 | 1,34 | 2º mandato  |
| 4  | Eli Rosa da Silva (Rialma, 29.06.1957–)                                | Partido da Frente Liberal (PFL)                    | 2.008 | 1,25 | 1º mandato  |
| 5  | Pastor Edson Araújo de Lima (Goiânia, 16.02.1963–)                     | Partido Liberal (PL)                               | 2.001 | 1,25 | 2º mandato  |
| 6  | Mauro José Severiano, Maurão do INPS (Carmo do Rio Verde, 15.01.1951–) | Partido Democrático Trabalhista (PDT)              | 2.001 | 1,25 | 3º mandato  |
| 7  | Achiles Mendes Ribeiro (2005-2006) (Anápolis, 10.02.1949–)             | Partido do Movimento Democrático Brasileiro (PMDB) | 1.835 | 1,14 | 5º mandato  |
| 8  | José Vitor Caixeta Ramos, Zé Caixeta (Anápolis, 12.04.1947–)           | Partido do Movimento Democrático Brasileiro (PMDB) | 1.817 | 1,13 | 2º mandato  |
| 9  | Amilton Batista de Faria (Anápolis, 11.06.1959–)                       | Partido Trabalhista Brasileiro (PTB)               | 1.776 | 1,11 | 4º mandato  |
| 10 | Valmir Jacinto da Silva (Anápolis, 12.04.1964–)                        | Partido Socialista Brasileiro (PSB)                | 1.757 | 1,10 | 1º mandato  |
| 11 | Gilberto Longhi (Macaubal, 21.09.1953–)                                | Partido da Frente Liberal (PFL)                    | 1.741 | 1,09 | 2º mandato  |
| —  | Dr. Joaquim Teófilo Rodrigues Alves (Araguari, 21.04.1944–)            | Partido da Frente Liberal (PFL)                    | 1.712 | 1,07 | 2º mandato  |
| 12 | João César Antonio Pereira, João da Luz (Anápolis, 12.10.1970–)        | Partido Socialista Brasileiro (PSB)                | 1.706 | 1,06 | 1º mandato  |
| 13 | Gerson Santana, Fallacci (2007-2008) (São Carlos, 11.06.1965–)         | Partido Socialista Brasileiro (PSB)                | 1.637 | 1,02 | 1º mandato  |
| —  | Miguel Elias Hanna, Marrula (Anápolis, 22.08.1967–)                    | Partido da Frente Liberal (PFL)                    | 1.389 | 0,87 | 1º mandato  |
| —  | Sírio Miguel Rosa da Silva, Sirinho (Anápolis, 29.09.1972–)            | Partido Socialista Brasileiro (PSB)                | 1.382 | 0,86 | 1º mandato  |
| 14 | Dra. Dinamélia Ribeiro de Oliveira Rabelo (Anápolis, 09.07.1954–)      | Partido dos Trabalhadores (PT)                     | 1.349 | 0,84 | 1º mandato  |
| —  | Luiz Garcia da Silva (Anápolis, 09.01.1961–)                           | Partido Socialista Brasileiro (PSB)                | 1.283 | 0,80 | 1º mandato  |
| 15 | Assef Jorge Naben (Anápolis, 29.03.1960–)                              | Partido do Movimento Democrático Brasileiro (PMDB) | 1.196 | 0,75 | 1º mandato  |

## 14ª Legislatura (2001–2004)
Estes são os vereadores eleitos nas eleições de 1º de outubro de 2000, pelo período de 1° de janeiro de 2001 a 31 de dezembro de 2004:
|    | Nome                                                                    | Partido                                            | Votos | %    | Observações |
| -- | ----------------------------------------------------------------------- | -------------------------------------------------- | ----- | ---- | ----------- |
| 1  | Joaquim Jacinto de Lima (2001-2002) (Damolândia, 07.05.1954–)           | Partido Progressista Brasileiro (PPB)              | 2.754 | 1,97 | 2º mandato  |
| 2  | Dr. Mozart Soares Filho (Anápolis, 14.11.1944–)                         | Partido Progressista Brasileiro (PPB)              | 1.849 | 1,32 | 1º mandato  |
| 3  | Antonio Roberto Otoni Gomide (Goianésia, 11.01.1960–)                   | Partido dos Trabalhadores (PT)                     | 1.671 | 1,20 | 2º mandato  |
| 4  | Dr. Achiles Mendes Ribeiro (Anápolis, 10.02.1949–)                      | Partido do Movimento Democrático Brasileiro (PMDB) | 1.670 | 1,20 | 4º mandato  |
| 5  | José Vitor Caixeta Ramos (2003-2004) (Anápolis, 12.04.1947–)            | Partido do Movimento Democrático Brasileiro (PMDB) | 1.601 | 1,15 | 1º mandato  |
| 6  | Mirian Garcia Sampaio Pimenta (Anápolis, 31.05.1962–)                   | Partido Progressista Brasileiro (PPB)              | 1.545 | 1,11 | 2º mandato  |
| 7  | Dr. Joaquim Teófilo Rodrigues Alves (Araguari, 21.04.1944–)             | Partido da Social Democracia Brasileira (PSDB)     | 1.530 | 1,10 | 1º mandato  |
| 8  | Mauro José Severiano, Maurão do INPS (Carmo do Rio Verde, 15.01.1951–)  | Partido Social Democrata Cristão (PSDC)            | 1.527 | 1,09 | 2º mandato  |
| 9  | Amilton Batista de Faria (Anápolis, 11.06.1959–)                        | Partido Social Democrático (PSD)                   | 1.515 | 1,08 | 3º mandato  |
| 10 | Eber Batista Mamede (Vianópolis, 02.10.1942–)                           | Partido Social Democrata Cristão (PSDC)            | 1.426 | 1,02 | 3º mandato  |
| 11 | Edson Araújo de Lima (Goiânia, 16.02.1963–)                             | Partido Liberal (PL)                               | 1.401 | 1,00 | 1º mandato  |
| 12 | José Vieira da Silva (Douradoquara, 26.12.1945–)                        | Partido da Social Democracia Brasileira (PSDB)     | 1.390 | 1,00 | 5º mandato  |
| 13 | Márcio Jacob Borges (Anápolis, 18.04.1975–)                             | Partido da Social Democracia Brasileira (PSDB)     | 1.309 | 0,94 | 1º mandato  |
| 14 | José Rosa da Silva, Zé Rosa (Posse, 30.04.1964–)                        | Partido Geral dos Trabalhadores (PGT)              | 1.186 | 0,85 | 3º mandato  |
| —  | Atair Pio de Oliveira (Bom Jardim de Minas, 03.09.1943–)                | Partido Progressista Brasileiro (PPB)              | 1.177 | 0,84 | 3º mandato  |
| 15 | José Rodrigues Chaveiro (Anápolis, 09.11.1961–)                         | Partido Geral dos Trabalhadores (PGT)              | 1.147 | 0,82 | 1º mandato  |
| —  | Luiz Santos Lacerda, do INPS (Vitória da Conquista, 11.03.1959–)        | Partido Progressista Brasileiro (PPB)              | 1.128 | 0,81 | 2º mandato  |
| 16 | Valdir Francisco da Silva (Araújos, 10.12.1954–)                        | Partido Socialista Brasileiro (PSB)                | 1.106 | 0,79 | 1º mandato  |
| 17 | Rumão Ribeiro Guimarães, Cabo Guimarães (Lizarda, 26.11.1964–)          | Partido Social Trabalhista (PST)                   | 975   | 0,70 | 1º mandato  |
| 18 | Ilmar Lopes da Luz, Bá (Luziânia, 07.08.1944–)                          | Partido Social Democrático (PSD)                   | 970   | 0,69 | 2º mandato  |
| 19 | Pedro Antonio Mariano de Oliveira (São Francisco de Goiás, 27.12.1965–) | Partido da Frente Liberal (PFL)                    | 885   | 0,63 | 1º mandato  |
| 20 | Dilmar Ferreira (Rio Verde, 23.03.1947–)                                | Partido da Frente Liberal (PFL)                    | 819   | 0,59 | 1º mandato  |
| 21 | André Luiz Gomes de Almeida (Anápolis, 16.12.1974–)                     | Partido Popular Socialista (PPS)                   | 316   | 0,23 | 1º mandato  |

## 13ª Legislatura (1997–2000)
Estes são os vereadores eleitos nas eleições de 3 de outubro de 1996, pelo período de 1° de janeiro de 1997 a 31 de dezembro de 2000:
|    | Nome                                                                 | Partido                                            | Votos | %    | Observações |
| -- | -------------------------------------------------------------------- | -------------------------------------------------- | ----- | ---- | ----------- |
| 1  | Joaquim Silveira Duarte (Anápolis, 02.08.1950–Anápolis, 17.01.2016)  | Partido do Movimento Democrático Brasileiro (PMDB) | 1.940 | 1,76 | 1º mandato  |
| 2  | Cláudio Abadia de Paiva (Formosa, 29.07.1946–Anápolis, 13.09.2012)   | Partido do Movimento Democrático Brasileiro (PMDB) | 1.905 | 1,73 | 1º mandato  |
| 3  | José Rodrigues de Lima Neto (Goiandira, 18.11.1953–)                 | Partido da Mobilização Nacional (PMN)              | 1.808 | 1,64 | 2º mandato  |
| 4  | Joseli Joaquim Ribeiro (Anápolis, 15.03.1949–)                       | Partido do Movimento Democrático Brasileiro (PMDB) | 1.651 | 1,50 | 1º mandato  |
| 5  | Mauro José Severiano (Carmo do Rio Verde, 15.01.1951–)               | Partido Progressista Brasileiro (PPB)              | 1.645 | 1,49 | 1º mandato  |
| 6  | Achiles Mendes Ribeiro (Anápolis, 10.02.1949–)                       | Partido do Movimento Democrático Brasileiro (PMDB) | 1.486 | 1,35 | 3º mandato  |
| 7  | Valter Gonçalves de Carvalho (Anápolis, 15.02.1947–)                 | Partido Social Democrático (PSD)                   | 1.407 | 1,27 | 1º mandato  |
| 8  | Eber Batista Mamede (Vianópolis, 02.10.1942–)                        | Partido da Mobilização Nacional (PMN)              | 1.400 | 1,27 | 2º mandato  |
| 9  | Pedro Fernando Sahium (Anápolis, 15.09.1963–)                        | Partido dos Trabalhadores (PT)                     | 1.370 | 1,24 | 2º mandato  |
| 10 | Hélio Machado da Silveira (Anápolis, 15.01.1953–)                    | Partido Social Democrático (PSD)                   | 1.344 | 1,22 | 1º mandato  |
| 11 | Atair Pio de Oliveira (1997-1998) (Bom Jardim de Minas, 03.09.1943–) | Partido Progressista Brasileiro (PPB)              | 1.326 | 1,20 | 2º mandato  |
| 12 | Gilberto Longhi (Macaubal, 21.09.1953–)                              | Partido da Social Democracia Brasileira (PSDB)     | 1.308 | 1,18 | 1º mandato  |
| —  | Gerisnal José Silva Santos (Mara Rosa, 02.05.1953–)                  | Partido do Movimento Democrático Brasileiro (PMDB) | 1.306 | 1,18 | 2º mandato  |
| 13 | José Vieira da Silva (Douradoquara, 26.12.1945–)                     | Partido da Social Democracia Brasileira (PSDB)     | 1.217 | 1,10 | 4º mandato  |
| 14 | José Alves Lobo (Petrolina de Goiás, 22.09.1939–)                    | Partido Social Democrático (PSD)                   | 1.149 | 1,04 | 1º mandato  |
| 15 | Antonio Roberto Otoni Gomide (Goianésia, 11.01.1960–)                | Partido dos Trabalhadores (PT)                     | 1.146 | 1,04 | 1º mandato  |
| 16 | João Bento Lobo (Anápolis, 18.02.1964–)                              | Partido Social Democrata Cristão (PSDC)            | 1.104 | 1,00 | 1º mandato  |
| 17 | Amilton Batista de Faria (Anápolis, 11.06.1959–)                     | Partido dos Trabalhadores (PT)                     | 1.087 | 0,98 | 2º mandato  |
| 18 | José Borges (Jaraguá, 24.03.1933–)                                   | Partido da Social Democracia Brasileira (PSDB)     | 1.083 | 0,98 | 3º mandato  |
| 19 | Joaquim Jacinto de Lima (1999-2000) (Damolândia, 07.05.1954–)        | Partido Progressista Brasileiro (PPB)              | 1.069 | 0,97 | 1º mandato  |
| 20 | José Nicéios Costa (Silvânia, 22.06.1954–)                           | Partido Social Democrático (PSD)                   | 1.045 | 0,95 | 1º mandato  |
| —  | José Rosa da Silva (Posse, 30.04.1964–)                              | Partido da Social Democracia Brasileira (PSDB)     | 1.017 | 0,92 | 2º mandato  |
| —  | Luiz Santos Lacerda (Vitória da Conquista, 11.03.1959–)              | Partido da Mobilização Nacional (PMN)              | 991   | 0,90 | 1º mandato  |
| 21 | Reinaldo Gusmão Lopes (Anápolis, 02.12.1950–)                        | Partido Social Democrata Cristão (PSDC)            | 932   | 0,84 | 1º mandato  |
| —  | Rubens Bento Borges (Anápolis, 21.03.1952–)                          | Partido Social Democrático (PSD)                   | 883   | 0,80 | 1º mandato  |
| —  | Ilmar Lopes da Luz (Luziânia, 07.08.1944–)                           | Partido Social Democrático (PSD)                   | 729   | 0,66 | 1º mandato  |

## 12ª Legislatura (1993–1996)
Estes são os vereadores eleitos nas eleições de 3 de outubro de 1992, pelo período de 1° de janeiro de 1993 a 31 de dezembro de 1996:
|    | Nome                                                                          | Partido                                            | Votos | Observações |
| -- | ----------------------------------------------------------------------------- | -------------------------------------------------- | ----- | ----------- |
| 1  | Achiles Mendes Ribeiro (Anápolis, 20.01.1949–)                                |                                                    |       | 2º mandato  |
| 2  | Amaury Gerim de Amorim                                                        |                                                    |       | 1º mandato  |
| 3  | Amilton Batista de Faria (Anápolis, 11.06.1959–)                              |                                                    |       | 1º mandato  |
| 4  | Atair Pio de Oliveira (Bom Jardim de Minas, 03.09.1943–)                      |                                                    |       | 1º mandato  |
| 5  | Dário Alvino Sardinha Lisboa                                                  |                                                    |       | 2º mandato  |
| 6  | Eber Batista Mamede (Vianópolis, 02.10.1942–)                                 |                                                    |       | 1º mandato  |
| 7  | Edilson Soares Batista (Mara Rosa, 04.03.1957–)                               |                                                    |       | 1º mandato  |
| 8  | Egmar José de Oliveira                                                        |                                                    |       | 1º mandato  |
| 9  | Fernão Ivan José Rodrigues (1995-1996) (Anápolis, 26.02.1946–)                |                                                    |       | 4º mandato  |
| 10 | Gerisnal José Silva Santos (Mara Rosa, 02.05.1953–)                           |                                                    |       | 1º mandato  |
| 11 | Joaquim José da Cruz                                                          |                                                    |       | 1º mandato  |
| 12 | José Borges (Jaraguá, 24.03.1933–)                                            |                                                    |       | 2º mandato  |
| 13 | Joseli Joaquim de Carvalho                                                    |                                                    |       | 1º mandato  |
| 14 | José Lopes (Petrolina de Goiás, 08.04.1961–)                                  |                                                    |       | 1º mandato  |
| 15 | José Rodrigues de Lima Neto (Goiandira, 18.11.1953–)                          |                                                    |       | 2º mandato  |
| 16 | José Rosa da Silva (Posse, 30.04.1964–)                                       |                                                    |       | 1º mandato  |
| 17 | José Sidney Filho (??, 21.11.1943–)                                           |                                                    |       | 2º mandato  |
| 18 | Mirian Garcia Sampaio Pimenta (Anápolis, 31.05.1962–)                         |                                                    |       | 1º mandato  |
| 19 | Nelson Gomes Pereira                                                          |                                                    |       | 1º mandato  |
| 20 | Pedro Fernando Sahium (Anápolis, 15.09.1963–)                                 |                                                    |       | 1º mandato  |
| 21 | Ricardo B. Naben (??, 1959–Anápolis, 14.06.2020)                              | Partido do Movimento Democrático Brasileiro (PMDB) |       | 1º mandato  |
| 22 | Valter Gonçalves de Carvalho (Anápolis, 15.12.1947–01.12.2020)                |                                                    |       | 3º mandato  |
| 23 | Vespasiano Batista Neto (??, 24.09.1952–)                                     |                                                    |       | 2º mandato  |
| 24 | Wagner Sidnei Ázara (Anápolis, 13.11.1950–São Miguel do Araguaia, 09.02.2014) |                                                    |       | 1º mandato  |

## 11ª Legislatura (1989–1992)
Estes são os vereadores eleitos nas eleições de 15 de novembro de 1988, pelo período de 1° de janeiro de 1989 a 31 de dezembro de 1992:
|    | Nome                                                       | Partido                                            | Votos | Observações                                             |
| -- | ---------------------------------------------------------- | -------------------------------------------------- | ----- | ------------------------------------------------------- |
| 1  | Achiles Mendes Ribeiro (1991-1992) (Anápolis, 20.01.1949–) | Partido do Movimento Democrático Brasileiro (PMDB) |       | 1º mandato                                              |
| 2  | Clodoveu Reis Pereira (Patos de Minas, 13.01.1956–)        |                                                    |       | 1º mandato                                              |
| 3  | Dário Alvino Sardinha Lisboa                               |                                                    |       | 1º mandato                                              |
| 4  | Fernão Ivan José Rodrigues (Anápolis, 26.02.1946–)         |                                                    |       | 3º mandato                                              |
| 5  | Geraldo Henrique Ferreira Spíndola (1989-1990)             |                                                    |       | 1º mandato                                              |
| 6  | Guido Mohn                                                 |                                                    |       | 1º mandato                                              |
| 7  | Jandir Pereira Jardim (Ataléia, 25.02.1953–)               |                                                    |       | 1º mandato                                              |
| 8  | João Batista Canedo (Anápolis, 15.06.1947–)                |                                                    |       | 1º mandato                                              |
| 9  | José Borges (Jaraguá, 24.03.1933–)                         |                                                    |       | 1º mandato                                              |
| 10 | José Escobar Cavalcante (Petrolina, 16.05.1951–)           |                                                    |       | 1º mandato                                              |
| 11 | José Sidney Filho (??, 21.11.1943–)                        |                                                    |       | 1º mandato                                              |
| 12 | Marlene Barbaresco (??, 21.11.1944–)                       |                                                    |       | 1º mandato                                              |
| 13 | Martiniano Evangelista                                     |                                                    |       | 1º mandato                                              |
| 14 | Orlando Cândido de Oliveira (Paraguaçu, 08.09.1939–)       |                                                    |       | 1º mandato                                              |
| 15 | Valter Gonçalves de Carvalho (Anápolis, 15.02.1947–)       |                                                    |       | 1º mandato                                              |
| 16 | Valmir Bastos Ribeiro                                      |                                                    |       | 2º mandato                                              |
| 17 | Vespasiano Batista Neto (??, 24.09.1952–)                  |                                                    |       | 1º mandato                                              |
| 18 | Gabriel Rebelo Junior (Machado, 29.08.1951–)               |                                                    |       | 1º mandato Empossado por decisão judicial de 16.05.1990 |
| 19 | Erivaldo Mariano dos Santos (Edéia, 10.04.1951–)           |                                                    |       | 1º mandato Empossado por decisão judicial de 16.05.1990 |
| 20 | Jadder Maurício Aires Barbosa                              |                                                    |       | 1º mandato Empossado por decisão judicial de 16.05.1990 |
| 21 | José Rodrigues de Lima Neto (Goiandira, 18.11.1953–)       |                                                    |       | 1º mandato Empossado por decisão judicial de 16.05.1990 |

## Legenda
| cor  | significado          |
| Bege | Presidente da Câmara |
| Azul | Suplente             |